# Кібірева
Кі́бірева (рос. Кибирева) — присілок у складі Туринського міського округу Свердловської області.
Населення — 215 осіб (2010, 221 у 2002).
Національний склад населення станом на 2002 рік: росіяни — 96 %.